# Patrick Ouchène
Patrick Ouchène je belgijski pjevač koji je najpoznatiji kao član rockabilly grupe Runnin' Wild. 

## Eurovizija 2009.
17. veljače 2009. je izabran za predstavnika Belgije na Eurovizji 2009. u Moskvi, Rusija s pjesmom Copycat. 10. ožujka je službeno potvrđen kao predstavnik Belgije, te je njegova pjesma službeno objavljena. Nije se uspio plasirati u finale. U polufinalu je završio 17. s 1 bodom.

## Vanjske poveznice
- [neaktivna poveznica]